# Locale di Gioiosa Jonica
Il locale di Gioiosa Jonica è un'organizzazione criminale di 'ndrangheta esistente nel comune di Gioiosa Jonica.
Le 'ndrine più importanti che compongono questa società sono quelle dei Ursino, dei Macrì e degli Jerinò.
Si occupano in particolare di usura, estorsione e traffico di droga a livello internazionale.
Hanno contatti con elementi della 'ndrangheta in Canada e sono controllori diretti del Locale di Moncalieri in Piemonte.

## Struttura
Come tutte le locali di 'ndrangheta è doppiamente compartimentata in società maggiore e società minore.
| Cariche del locale di Gioiosa Jonica fino al 2012 | Cariche del locale di Gioiosa Jonica fino al 2012 | Cariche del locale di Gioiosa Jonica fino al 2012 |
| capo società                                      | Contabile                                         | Mastro di giornata                                |
| ------------------------------------------------- | ------------------------------------------------- | ------------------------------------------------- |
| S. Ursino ?                                       | ?                                                 | Salvatore Commisso                                |

## 'ndrine e locali dipendenti
Le 'ndrine oltre che ad essere di stampo familiare; Ursino, Scali,  secondo un pentito si dividerebbero il territorio come segue:
- 'ndrina di Gioiosa centro[2]
- ‘ndrina dei Giardini[2] con a capo Giorgio De Masi. e M. C.
- ‘ndrina di Bernagallo[2]
- ‘ndrina di Prisdarello[2] con a capo G. L.
- ‘ndrina di Martone[2] con a capo G. G.
- Locale di Moncalieri in Piemonte (Operazione Minotauro)[2][9]
- 'ndrina bastarda degli Jerinò

## Esponenti di spicco
- Salvatore Commisso (1941), dote di Quartino e ruolo di mastro di giornata, condannato in cassazione nel processo Falsa Politica e in carcere dal 2017.
- A. Ursino, tra i più influenti nella locale di Gioiosa Jonica[2].
- G. G. - Capo locale di Martone e tra i più influenti nella Locale di Gioiosa Jonica[2].
- M. C. capo-locale della 'ndrina dei Giardini esprimono le cariche più importanti nel locale di Gioiosa Jonica[2].
- Giorgio De Masi capo società  della 'ndrina dei Giardini esprimono le cariche più importanti nel locale di Gioiosa Jonica[2] (membro della Provincia)[10]